# Takashi Kiyama
Takashi Kiyama (jap. 木山 隆之, Kiyama Takashi; * 18. Februar 1972 in der Präfektur Hyōgo) ist ein japanischer Fußballtrainer und ehemaliger Fußballspieler.

## Karriere

### Spieler
Kiyama erlernte das Fußballspielen in der Schulmannschaft der Itami Nishi High School und der Universitätsmannschaft der Universität Tsukuba. Seinen ersten Vertrag unterschrieb er 1994 bei Gamba Osaka. Der Verein spielte in der höchsten Liga des Landes, der J1 League. Für den Verein absolvierte er 50 Erstligaspiele. 1998 wechselte er zum Ligakonkurrenten Consadole Sapporo. Für den Verein absolvierte er 16 Erstligaspiele. 1999 wechselte er zum Drittligisten Mito Hollyhock. Am Ende der Saison 1999 stieg der Verein in die J2 League auf. Für den Verein absolvierte er 99 Spiele. Ende 2002 beendete er seine Karriere als Fußballspieler.

### Trainer
Kiyama trainierte bei seiner ersten Trainerstation von 2002 bis 2004 die Universitätsmannschaft der |Universität Tsukuba. Von 2005 bis 2007 betreute er die U18-Mannschaft von Vissel Kōbe. Zu Beginn der Saison 2008 verpflichtete ihn der Zweitligist Mito Hollyhock. Hier stand er drei Jahre an der Seitenlinie. Saison 2011 stand er als Co-Trainer an der Seite von Afshin Ghotbi beim Erstligisten Shimizu S-Pulse. 2012 übernahm er den Cheftrainerposten beim Zweitligisten JEF United Ichihara Chiba. Nach einem Jahr ginger wieder zu Vissel, wo er den Posten des Co-Trainer übernahm. Von 2015 bis 2020 hatte er Posten des Cheftrainers beim Ehime FC, Montedio Yamagata und Vegalta Sendai. Im September 2021 wechselte er zum Erstligisten Gamba Osaka. Hier war er bis Saisonende Co-Trainer von Masanobu Matsunami. Im Februar 2022 unterschrieb er einen Vertrag beim Zweitligisten Fagiano Okayama.